# Jan Białostocki

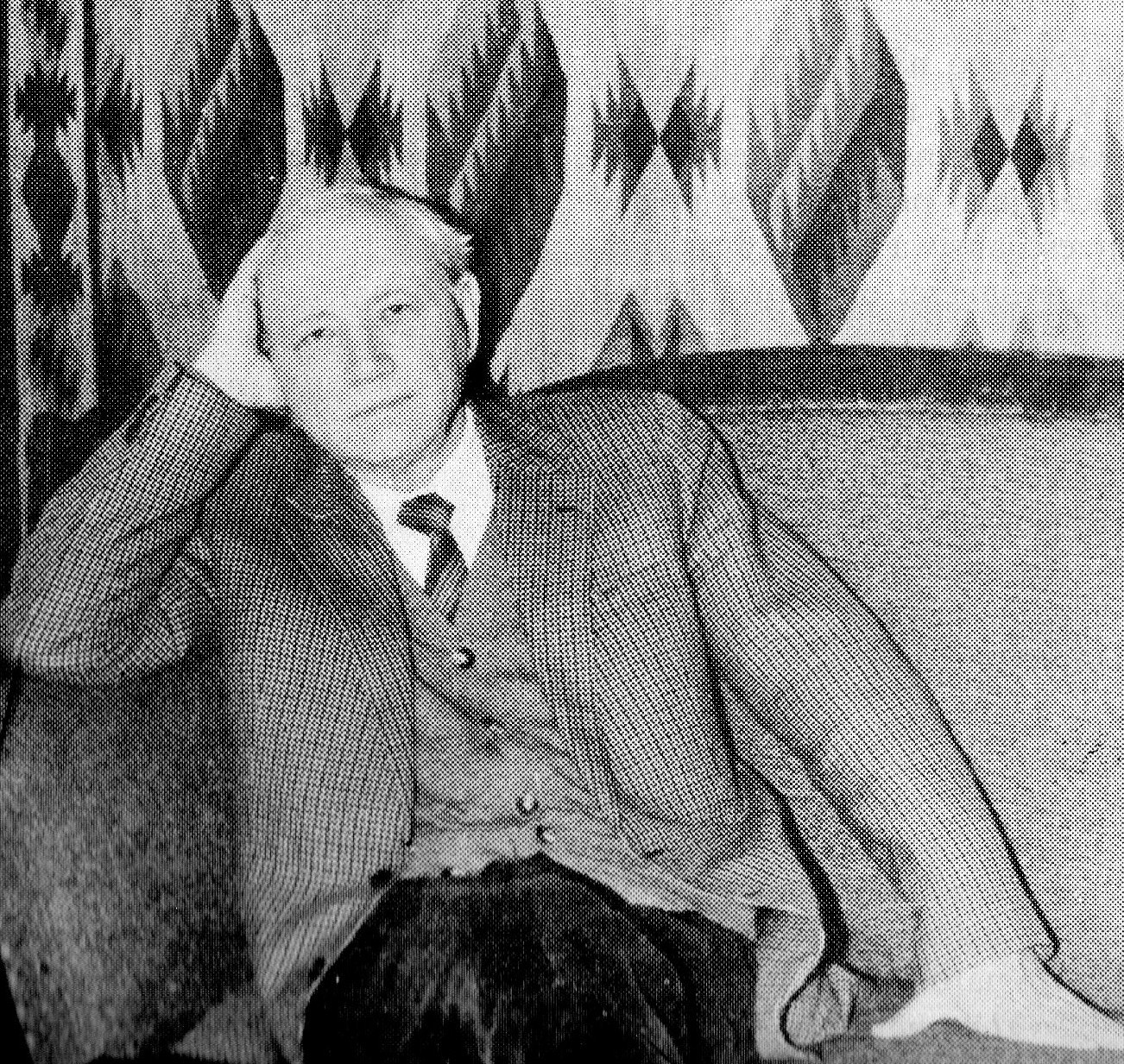
Jan Białostocki (Foto: 1988)

Jan Białostocki (* 14. August 1921 in Saratow, Russland; † 25. Dezember 1988 in Warschau) war der bekannteste polnische Kunsthistoriker des 20. Jahrhunderts.

## Leben
Białostocki studierte während der deutschen Besatzung an der sogenannten „geheimen Universität“ unter Władysław Tatarkiewicz und Tadeusz Kotarbiński Philosophie und Kunstgeschichte. Ab September 1944 wurde er in mehreren deutschen Konzentrationslagern gefangengehalten, zuletzt im KZ Mauthausen, wo die 11. US-Panzerdivision am 5. Mai 1945 die Gefangenen befreite. 
Białostocki war rund zehn Jahre lang als Assistent im Muzeum Narodowe tätig, ab 1956 leitete er die dortige Gemäldegalerie. Von 1945 war er auch an der Universität Warschau beschäftigt, zunächst als Assistent am Lehrstuhl für mittelalterliche Kunst, dann als Dozent. 1962 wurde er dort Professor für Kunstgeschichte. Längere Studienaufenthalte und Gastprofessuren im Ausland, unter anderem in Frankreich und in den USA, machten ihn international bekannt. Seit 1964 war Białostocki Mitglied des Comité International d’Histoire de l’Art, seit 1973 auch Mitglied des Institute for Advanced Study der Princeton University. Seit 1980 war er korrespondierendes Mitglied der Sächsischen und der Bayerischen Akademie der Wissenschaften. 1981 erhielt er den erstmals vergebenen Aby-M.-Warburg-Preis der Stadt Hamburg. 1983 wurde ihm der Reuchlin-Preis der Stadt Pforzheim verliehen. Er veröffentlichte in mehreren Sprachen hauptsächlich Aufsätze und Bücher zur Kunst von der Renaissancezeit bis zum 18. Jahrhundert.

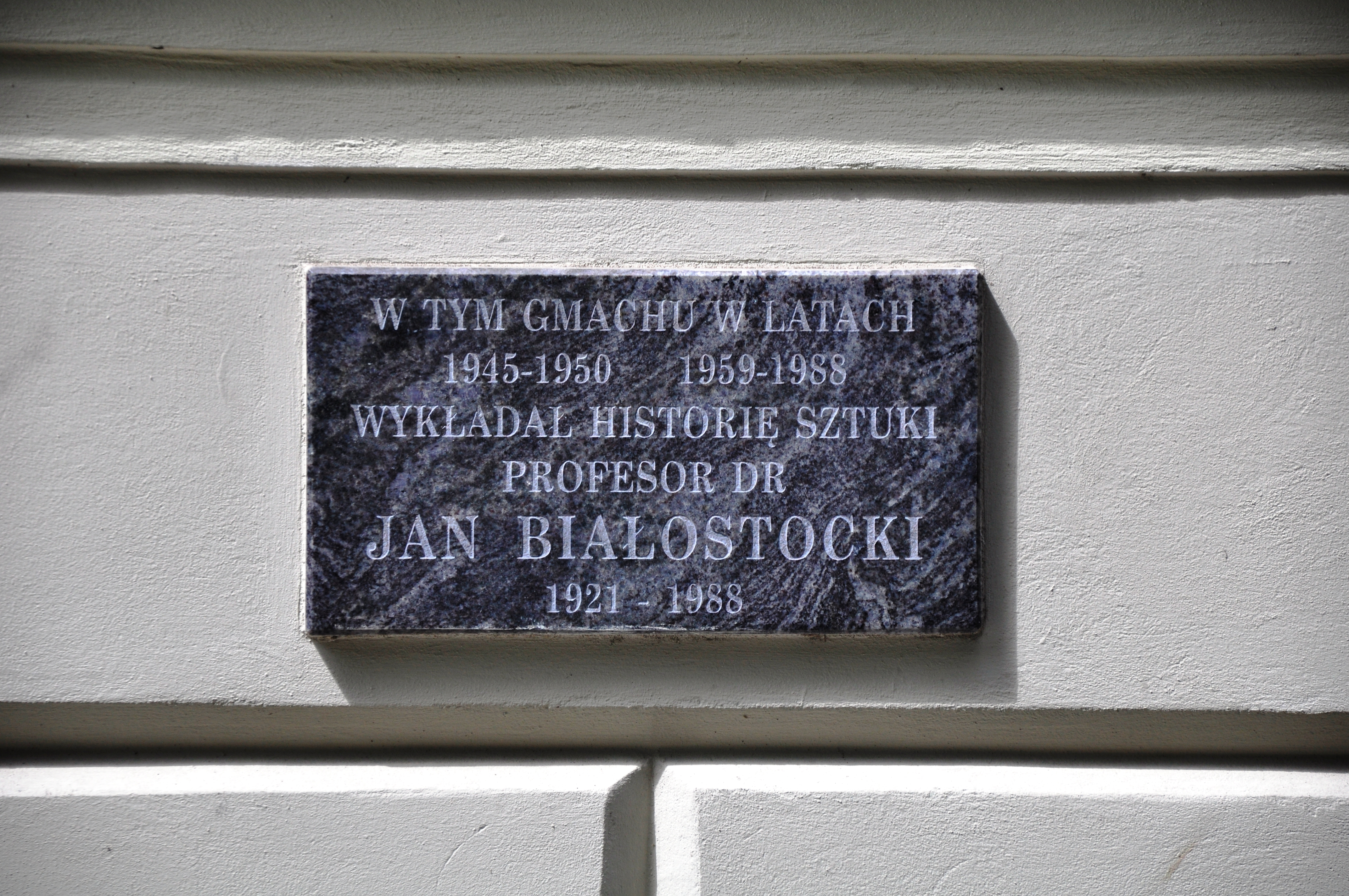
Gedenktafel an der Universität Warschau

Einen von Xavier Moyssén Echeverría verfassten Nachruf gibt es in den Anales del Instituto de Investigaciones Estéticas.

## Werke
- William Hogarth. Berlin 1972.
- Spätmittelalter und beginnende Neuzeit. (In der Reihe Propyläen Kunstgeschichte), Berlin 1972.
- The Art of the Renaissance in Eastern Europe. Oxford 1976.
- Vom heroischen Grabmal zum Bauernbegräbnis. Mainz 1977.
- Die Eigenart der Kunst Venedigs. Mainz 1980.
- Zeichnungen alter Meister aus polnischen Sammlungen. Herzog Anton Ulrich-Museum, Braunschweig 1981.
- Gian Lorenzo Bernini. Berlin 1981.
- Stil und Ikonographie. Studien zur Kunstwissenschaft. Verlag der Kunst, Dresden 1966 (Fundus-Reihe 18), verbesserte Neufassung Köln 1981.
- Dürer und die Humanisten. Pforzheim 1983.
- Dürer and his Critics, 1500–1971. Baden-Baden 1986.
- Die Todesymbolik der Tür. In: Festschrift zum 70. Geburtstag von Erik Forssman, herausgegeben von Jürg Meyer zur Capellen und Gabriele Oberreuter-Kronabel, Georg Olms Verlag, Hildesheim 1987, ISBN 3-487-07940-2, S. 61–98.